# White Oak (Georgia)
White Oak è una località (unincorporated community) degli Stati Uniti d'America, nella contea di Camden nello stato della Georgia.
Vi è nato lo scrittore e giornalista Erskine Caldwell.